# Hyparrhenia tamba
Hyparrhenia tamba är en gräsart som först beskrevs av Ferdinand von Hochstetter och Ernst Gottlieb von Steudel, och fick sitt nu gällande namn av Nils Johan Andersson och Otto Stapf. Hyparrhenia tamba ingår i släktet Hyparrhenia och familjen gräs. Inga underarter finns listade i Catalogue of Life.